# Renault Kangoo
Renault Kangoo și Renault Kangoo Express sunt o familie de vehicule multifuncționale produse și comercializate de Renault din 1997, atât în variante comerciale, cât și pentru pasageri, de-a lungul a trei generații. Începând cu decembrie 2019, varianta electrică, Renault Kangoo Z.E., este cel mai bine vândut vehicul utilitar ușor complet electric din Europa, cu vânzări globale de 48.821 de unități de la lansarea sa în 2011.
Kangoo este produs la fabrica MCA din Maubeuge, Franța. Versiunea pentru piețele ASEAN a fost asamblată de Tan Chong Euro Cars din Malaezia în fabrica sa din Segambut.
Kangoo este comercializat și de Nissan în Europa ca Nissan Kubistar (prima generație), Nissan NV250 (a doua generație) și Nissan Townstar (a treia generație). În septembrie 2012, Mercedes-Benz a început, de asemenea, să comercializeze o variantă a celei de-a doua generații Kangoo ca Mercedes-Benz Citan, și ca Mercedes EQT și Mercedes T-Class pentru următoarea generație.

## Prima generație (KC/KW; 1997)
Prima generație Kangoo a fost introdusă în octombrie 1997 și a primit un facelift în martie 2003, cu un nou stil frontal, în special grila, standardizată pe toată gama Renault, cu sigla Renault montată pe un panou de culoarea caroseriei în centru, și farurile în formă de lacrimă.
A fost construită în fabrica MCA din Maubeuge, Franța, dar și în Santa Isabel, Argentina. În America Latină și în unele țări europene, modelul a fost vândut și prin Nissan și a era numit Nissan Kubistar. Datorită ușilor din spate care se deschid pe role, modelul este folosit și pentru transportul pasagerilor cu dizabilități fizice care sunt imobilizați în scaun cu rotile, fiindu-le disponibilă o rampă care să le permită accesul în mașină.
Varianta Renault Kangoo Express este o furgonetă cu panou destinată exclusiv transportului de mărfuri mici, astfel că bancheta din spate nu mai există, iar geamurile ușilor din spate au fost înlocuite cu metal. Pentru ambele modele este disponibilă opțional tracțiunea 4x4 și o gardă la sol mai mare pentru a putea trece prin zonele accidentate. Pe piața suedeză există și o versiune pickup care permite o capacitate mare de încărcare.

### Motorizări
Kangoo și Kangoo Express erau disponibile cu mai multe motoare:
- 1.0 L Seria D benzină, 59 CP (8v) / 68 CP (16v)
- 1.2 L Seria D benzină, 60 CP (8v) / 75 CP (16v)
- 1.4 L 8v Energy benzina, 75 CP
- 1.6 L 16v Seria K benzină, 95 CP
- 1.5 L dCi turbodiesel, 57 CP / 65 CP / 68 CP / 70 CP / 82 CP / 85 CP / 88 CP
- 1.9 L F Seria D diesel, 55 CP / 65 CP (aspirat normal, injecție indirectă)
- 1.9 L F Seria turbodiesel dTi, 80 CP (injecție directă)
- 1.9 L F Seria dCi turbodiesel, 80 CP / 85 CP
- Electric Electri'cité (ediție limitată)
- Plug-In Hybrid Elect'road (ediție limitată)

Au fost produse și unele variante de motoare pe benzină cu GPL și GNC.

## A doua generație (FC/FW; 2007)
A doua generație Renault Kangoo și Kangoo Express sunt bazate pe Scénic și sunt fabricate în Maubeuge. Vânzările au început în mai 2007. O versiune cu șapte locuri, care este mai lungă cu 40 cm, a devenit disponibilă din iulie 2012.
Ele sunt vândute și de Mercedes-Benz sub numele de Mercedes-Benz Citan, cu un design frontal revizuit, fiind lansate în septembrie 2012. În februarie 2012, Renault a retras modelele Kangoo MPV, Espace, Laguna, Modus și Wind din Regatul Unit.
Un facelift a fost lansat la începutul lui 2013, disponibil atât pentru furgonetă, cât și pentru versiunea de pasageri.
În noiembrie 2018, a fost anunțat că Nissan va vinde propria versiune a lui Kangoo, transformându-l în NV250. Nissan NV250 a fost lansat în decembrie 2019 și este vândut în prezent în Regatul Unit.

## A treia generație (2021)
A treia generație Kangoo a fost dezvăluită pe 12 noiembrie 2020, alături de modelul separat, cu specificații inferioare, numit Express. Se bazează pe noua platformă CMF-CD dezvoltată de Renault și Nissan.
O versiune cu sigla Nissan, numită Nissan Townstar a fost dezvăluită în septembrie 2021, care va înlocui NV200 și NV250 pe diferitele piețe unde s-au vândut. În Europa, Nissan e-NV200 electric va fi înlocuit cu un Townstar EV bazat pe Kangoo E-Tech Electric.